# Klub Sportowy Pałac Bydgoszcz 2013-2014
Questa voce raccoglie le informazioni riguardanti il Klub Sportowy Pałac Bydgoszcz nelle competizioni ufficiali della stagione 2013-2014.

## Organigramma societario
Area direttiva
- Presidente: Waldemar Sagan

Area tecnica
- Allenatore: Rafał Gąsior

## Rosa
| N° | Nome                  | Ruolo | Data di nascita   | Nazionalità sportiva |
| -- | --------------------- | ----- | ----------------- | -------------------- |
| 1  | Katarzyna Wysocka     | L     | 26 marzo 1987     | Polonia              |
| 3  | Zuzanna Pieczka       | S/O   | 11 ottobre 1995   | Polonia              |
| 4  | Marta Biedziak        | P     | 17 aprile 1993    | Polonia              |
| 5  | Katarzyna Połeć       | C     | 13 febbraio 1989  | Polonia              |
| 6  | Julia Twardowska      | S     | 4 maggio 1995     | Polonia              |
| 7  | Kinga Dybek           | S     | 16 dicembre 1994  | Polonia              |
| 8  | Ewelina Janicka       | S     | 14 novembre 1994  | Polonia              |
| 9  | Paulina Głaz          | S     | 4 gennaio 1994    | Polonia              |
| 10 | Jana Savočkina        | P     | 28 luglio 1974    | Ucraina              |
| 11 | Zuzanna Czyżnielewska | S/O   | 24 aprile 1992    | Polonia              |
| 12 | Monika Naczk          | C     | 6 marzo 1987      | Polonia              |
| 13 | Agata Karczmarzewska  | S     | 27 giugno 1978    | Polonia              |
| 14 | Tamara Kaliszuk       | S/O   | 20 marzo 1990     | Polonia              |
| 15 | Weronika Fojucik      | C     | 3 marzo 1996      | Polonia              |
| 16 | Anna Korabiec         | L     | 11 gennaio 1995   | Polonia              |
| 17 | Małgorzata Skorupa    | C     | 16 settembre 1984 | Polonia              |